# Distretto di Tinco
Il distretto di Tinco è un distretto del Perù nella provincia di Carhuaz (regione di Ancash) con 2.939 abitanti al censimento 2007 dei quali 1.098 urbani e 1.841 rurali.
È stato istituito il 30 settembre 1941.